# 大インドネシア主義
大インドネシア主義（インドネシア語：Indonesia Raya） は、いわゆるマレー人種を一つにまとめることを目的とした、領土回復主義的な政治理念であった。この構想は、オランダ領東インド（およびポルトガル領ティモール）の領土を、イギリス領マラヤおよびイギリス領ボルネオと統合することを目指していた。この理念は、1920年代後半にスルタン・イドリス・マレー教員養成大学の学生や卒業生、およびスマトラやジャワ出身の人物たちによって提唱され、その中にはモハンマド・ナシールやスカルノも含まれていた。
「インドネシア・ラヤ」は、後にインドネシア国歌となる楽曲の名称として、1924年に採用された。
大インドネシアの定義は一貫しているものの、大マレー（馬：Melayu Raya）や、それに関連するマレー世界およびマレー圏（馬：Dunia Melayu および Alam Melayu）の定義はさまざまであり、大インドネシアとほぼ同義とされる場合もあれば、マレー半島を中心とした優位性を示す概念として用いられることもある。

## 古代および植民地時代の東南アジア島嶼部
ヌサンタラという古代概念は、イギリス領マラヤ、イギリス領ボルネオ、オランダ領東インド（おおよそ海洋東南アジア）がかつて一体であったという歴史的認識を促すものである。1824年のロンドン条約において、イギリスとオランダの植民地権益が交換された際、オランダ植民地政府はイギリスに代わって、スマトラ島クルイ地域のバトゥ・ブラクにあるクパクシアン・パクシ・パク・セカラ・ブラクなどを含むベンクル・イギリス管轄地域の統治を担った。この地域は、かつてシュリーヴィジャヤ王国、マジャパヒト王国、マラッカ王国、ジョホール王国、さらにはボルネオ島の諸王国など、現地の王朝によって支配されていた。 
シュリーヴィジャヤ王国（7世紀頃〜13世紀）と、ジャワ島を拠点とするマジャパヒト王国（約1293年〜1520年）は、ともに海洋東南アジアにおける歴史的な権力の中心であり、その影響圏はしばしば交差していた。この両者の勢力の交錯は、長年にわたる国際関係における権力闘争を象徴する事例とされる。インド・マレー諸島の歴史記述において繰り返される主題の一つに、ジャワ主導への警戒感に起因する地域間の緊張がある。マジャパヒト王朝がマレー諸国に対して影響力を及ぼそうとした事例も多数存在する。
こうした歴史的な不信感は、後のインドネシア・ラヤおよびマレー・ラヤを掲げる汎民族主義運動にも影を落としていた。
19世紀から20世紀にかけての植民地時代における「マレー人種」の形成に関しては、3つの特徴が特に強調されるべきである。
第一に、ラッフルズをはじめとする一部の植民地官僚が提示した定義においては、「マレー人」の人口的な範囲は比較的狭く想定されていた。
第二の特徴として注目すべき点は、このラッフルズの比較的限定的な定義と、民族的起源を明らかにしようとする姿勢と並行して、より緩やかな定義も引き続き存在していたことである。それらは時に非公式であった。たとえば、オランダはマレー語を奨励したにもかかわらず、「マレー人」という呼称を「インド諸島」の人々を包括的に表す用語として制度的には採用せず、しばしば原住民（蘭：Inlanders）、あるいはインディアン（蘭：Indier）と呼んだ。
第三の特徴として注目すべきなのは、「マレー人」という概念が形成される過程で、「人種」という考え方に平等主義的な倫理が含まれていたという点である。これは後に、「マレー性（Malayness）」という概念が「マレー人」社会内部で広められる際に生じた問題を理解するうえで、とりわけ重要な意味を持っている。
汎マレー連合の構想は、海洋東南アジアの諸民族の間に見られる人種的類似性、共通の言語、宗教、文化に基づいていた。1920年代末には、オランダ領東インドの人々、特に教育を受けたプリブミ（原住インドネシア人）の間で、新たな独立国家を築こうとする思想が高まっていった。
一方、マレー半島では大マレー構想が提唱された。オランダ領東インドでは、インドネシア民族主義を掲げる青年活動家たちは、独立したインドネシア国家の建設により強い関心を寄せていた。
1928年、インドネシア人青年たちはバタヴィア（現在のジャカルタ）において青年の誓いを宣言し、「一つの祖国」「一つの民族」「一つの統一言語を支持すること」三つの理念を掲げた。
1938年にイブラヒム・ヤーコブによって設立されたマレー民族主義団体クサトゥアン・マラユ・ムダは、この構想を理念の一部として取り入れた、著名な団体のひとつである。

## 第二次世界大戦
第二次世界大戦中、大インドネシア構想の支持者たちは、イギリスおよびオランダに対抗するため大日本帝国と協力関係を結んだ。この協力は、日本がオランダ領東インド、マラヤ、ボルネオを統合し、それらに独立を与えるという理解に基づいていた。これらの地域が日本の占領下で統一されれば、大インドネシアの実現が可能になると考えられていた。 
1942年1月、クサトゥアン・マラユ・ムダ（KMM）は、日本に対し、かつて約束されたマラヤの独立を正式に要求した。これは、マラヤ全域を対象とする政治団体による、初の独立要求であった。しかしこの要求は拒否され、日本当局はKMMを解散させ、その代わりにマラヤ義勇軍（Malayan Volunteer Army）を設立した。
1945年7月、イブラヒム・ヤーコブとブルハヌディン・アル＝ヘルミの指導のもと、マラヤ・インドネシア人連合（Kesatuan Rakyat Indonesia Semenanjung、略称：KRIS）がイギリス領マラヤにおいて結成された。この組織は後にケクアタン・ラキヤット・インドネシア・イスティメワ（Kekuatan Rakyat Indonesia Istimewa、特別インドネシア人民軍）と改称される。組織の目的は、イギリスからの独立とインドネシア共和国との統一を達成することであり、この構想はスカルノおよびハッタとも協議されていた。
1945年8月12日、イブラヒム・ヤーコブは、マレーシア・ペラ州タイピンにて、スカルノ、ハッタ、そしてラジマン・ウェディオディニグラット博士と面会した。このときスカルノは、サイゴンからジャカルタへ戻る途中で、タイピン空港に立ち寄っていた。彼は直前に、ダラットにて日本陸軍の寺内寿一元帥に召喚され、インドネシア独立に関する協議を行い、日本帝国がインドネシアの独立を許可するという直接の表明を受けていた。
この短い会談の中で、イブラヒム・ヤーコブはマレー半島を独立インドネシアに統合したいという意向を伝えた。これに対してスカルノは、ハッタに伴われながらヤアコブと握手し、次のように述べた。「インドネシアのすべての息子たちのために、一つの祖国を築こう」。
スカルノとムハンマド・ヤミンは、この大きな統一構想に賛同していたインドネシアの政治指導者であった。しかし、彼らはこの構想を「マレー・ラヤ（Melayu Raya）」と呼ぶことに慎重であり、代わりに「インドネシア・ラヤ（Indonesia Raya）」という名称を提案した。実質的には、「マレー・ラヤ」も「大インドネシア」も、同一の政治的理念を表している。
彼らが「マレー・ラヤ」という名称を避けた理由は、マラヤ（現在のマレーシア）と異なり、インドネシアにおいて「マレー」という語が、マレー人（マレー族）という一民族を指すものと理解されていたからである。インドネシアでは、マレー族はミナンカバウ族、アチェ族、ジャワ族、スンダ族、マドゥラ族、バリ族、ダヤク族、ブギス族、マカッサル族、ミナハサ族、アンボン族などと並ぶ多様な民族のひとつであり、対等な立場にあるとされている。
「マレー」という特定の民族に基づいた連帯の発想は、インドネシアの多民族的な統一には脆弱かつ逆効果であるとの懸念があった。なぜなら、パプア人、アンボン人、東ヌサ・トゥンガラの人々など、インドネシア東部の多くの民族はオーストロネシア系マレー民族には属さず、メラネシア系に分類されるからである。
1945年8月15日、日本の昭和天皇はラジオ放送を通じて大日本帝国の降伏を宣言した。これを受けて、スカルノとハッタは1945年8月17日にインドネシアの独立を宣言した。インドネシアが独立を宣言した後、クサトゥアン・マラユ・ムダ（KMM）はマラヤがインドネシアの一部に含まれていないことに失望し、ペラ州タイピンでの協議に基づき、スカルノや他のインドネシア指導者に対して独立の約束を求めた。
しかし状況が不安定であったため、スカルノとハッタはマラヤとの統一交渉を延期することを決定した。混乱が続くマラヤの情勢を鑑み、スカルノはイブラヒム・ヤーコブにしばらくの間マラヤへ戻らないよう要請した。すでにイギリス軍がマラヤに上陸し、植民地の再占領を進めていたためである。
協力者として非難されたイブラヒム・ヤーコブは、1945年8月19日に日本軍の軍用機でジャカルタへ移送された。彼は妻のマリアトゥン・ハジ・シラジや義理の家族オナン・ハジ・シラジ、ハッサン・マナンと共にジャカルタで身を寄せた。マレー半島のインドネシア統合を目指して戦ったイブラヒム・ヤーコブは、その後ジャカルタに留まり、1979年に亡くなるまで暮らした。
1945年8月の日本降伏後、かつてのクサトゥアン・マラユ・ムダ（KMM）のメンバーは、マレー民族主義党（Malay Nationalist Party）、アンガカタン・プムヤ・インサフ（Angkatan Pemuda Insaf）、およびアンガカタン・ワニタ・セダル（Angkatan Wanita Sedar）などの新たな政治運動の核を形成した。
しかし、1945年8月の日本の敗北後、マラヤにおいて主要な支持者たちは裏切り者や日本の協力者として非難され、マレー半島とインドネシアの統一構想は次第に薄れ、ほぼ忘れ去られていった。
一方、インドネシア独立宣言後の1945年から1949年にかけてのインドネシア独立戦争期における外交努力の結果、1949年のオランダ・インドネシア円卓会議を通じてインドネシア共和国はオランダからの独立を獲得した。
これに対して、海峡を挟んだマレー半島は、日本占領後に再びイギリスの支配下に戻った。

## 第二次世界大戦後と対立
第二次世界大戦の終結後、「大インドネシア」構想はおよそ5年間ほとんど耳にされることはなかった。オランダ領とイギリス領の諸島をまたぐ政治的統合の可能性は、インドネシアでも一時的に検討されたが、すぐに否定された。「マレー」構想はインドネシアではほとんど影響力を持たず、仮に統合国家を構想する場合でも、それは「マレー・ラヤ」ではなく「インドネシア・ラヤ」と呼ばれた。1945年8月17日のインドネシア独立宣言においても、「我らインドネシア民族」という表現が用いられた。
一方で、スカルノおよびインドネシア共和国に対抗してオランダが植民地支配の回復を試みる中、王侯（王宮やケラジャアン＝王制国家）はオランダとの協力者とみなされ、「時代遅れ」「封建的な臭いがする」と批判された。スマトラやカリマンタンでは、オランダとの過去の関係や、1940年代後半のオランダによる連邦制構想への関与により、王侯層の正当性が損なわれた。
1950年8月17日、スカルノ大統領はインドネシア合衆国を正式に解体し、単一国家としてのインドネシア共和国を発足させた。同年9月28日には、アンボンがインドネシア共和国に編入された。1950年から1962年にかけて、スカルノは西ニューギニア（現・パプア）に対する「解放」の名のもとで侵攻準備を進めた。これは、オランダが西ニューギニアの住民による自決を進めようとしたことに反発したものであった。1962年、ニューヨーク協定により、オランダ領ニューギニアは国際連合の暫定統治を経て、インドネシアに引き渡された。
スカルノはまた、マラヤ半島と北ボルネオを含むマレーシア連邦の形成というイギリスの脱植民地化計画に強く反対した。この政治的敵対姿勢は、1960年代初頭に発生したインドネシア・マレーシア対立（コンフロンタシ）へとつながり、小規模な国境越えの戦闘や軍事的浸透作戦がボルネオで展開された。スカルノは、マレーシアという新国家を「イギリスの傀儡国家」であり、東南アジアにおける新帝国主義（ネオ・インペリアリズム）および新植民地主義（ネオ・コロニアリズム）の道具とみなした。また、イギリスによるこの構想は、インドネシアの地域的覇権を封じ込める試みであると非難した。
さらに、スカルノがマレーシアの成立に反対した背景には、マラヤ、北ボルネオ、サラワク、シンガポールを別個の国家として分離し、イギリスの脱植民地化構想に従わないようにする意図もあったとされる。スカルノはこの構想を、イギリスによる地域覇権の拡大を狙った新植民地主義の一環と批判していた。
イギリス領マラヤにおいて、日本占領期に「マレー人」が比較的良好な関係を日本側と築いたと見なされていたことは、日本の降伏後に深刻な影響をもたらした。反日レジスタンス運動に参加していた「中国系」グループは、日本に協力した、あるいは密告者だったと信じた「マレー人」に報復を行った。
数か月後にはある程度の安定が戻ったが、それは部分的にイギリス軍政当局がスルタンたちに対して臣民の鎮静を促したことによるものであった。
「マレー人」の利益に対する第二の、そして同様に深刻な脅威は、イギリス政府が提案したマラヤ連合構想であった。この政治制度では、スルタンたちは主権を失い、「マレー人」の特権的地位も「中国系」や他の市民と同等にされることになっていた。
マラヤ連合に反対する運動は、マラヤ半島全域の「マレー人」の権利を脅かす共通の脅威として描かれ、その中でバンサ・マラユ（bangsa Melayu）の概念が大きく強化された。
この運動の主導権を握ったのは、「マレー・ラヤ」や「インドネシア・ラヤ」といった汎インドネシア的統一を志向していたマレー民族主義党のような急進的エリートではなく、むしろ各スルタン国家の組織を統合したより保守的な団体、統一マレー国民組織（UMNO）であった。
君主（ラジャ）の役割も、従来のように「ラジャに体現される人民」といった観念ではなく、「マレー人種」をまとめる象徴あるいは接着剤とする考え方に変化していった。
一方で、UMNOの指導者たちは「バンサ（民族）」という概念にマラヤ半島を中心とした焦点を与え、その純粋性の守護者として自身を位置づけた。これにより、彼らはイブラヒム・ヤアコブらの流れを汲み、「マレー・ラヤ」構想や「中国系」および他の移民の受け入れに積極的だったMNPの指導者たち（ブルハヌディン・アル＝ヘルミ博士など）と差別化を図った。
もっとも、UMNO指導部もまた、半島中心の「バンサ」構想の中に一定の包摂性（インクルーシブ性）を認め、黙認していたようにも見受けられる。
1961年、トゥンク・アブドゥル・ラーマンはマラヤ連邦を拡大し、シンガポール、サラワク王冠植民地、北ボルネオ（現在のサバ州）、ブルネイなど、かつて何らかの形でイギリスの統治下にあった領域を編入する構想を主導した。この継続的な国家建設の動きには、明確な「マレー的」側面があった。
1961年、トゥンク・アブドゥル・ラーマンはマラヤ連邦を拡大し、シンガポール、サラワク王冠植民地、北ボルネオ（現在のサバ州）、ブルネイなど、かつて何らかの形でイギリスの統治下にあった領域を編入する構想を主導した。この継続的な国家建設の動きには、明確な「マレー的」側面があった。
ある意味で、トゥンクはこの語をより限定的なビジョンに転用したとも言えるが、その中では「半島マレー人」（あるいは、より正確には自らをそう認識するようになった人々）がマレー人の覇権を担うという前提があった。
1963年のマレーシア成立は、より狭義の、半島中心的なマレー民族を主張する勢力にとっての勝利であった。これらの勢力は、「マレー人」を「ジャワ人」や「ブギス人」などと区別しながらも、同時にそれらの集団を「マレー人」アイデンティティへの加入者として受け入れる傾向もあった。
両ボルネオ州（サラワクおよび北ボルネオ）を「マレーシア」への加盟に同意させるため、半島部の指導者たちは「マレー的植民地主義」への警戒感を抱く非マレー系住民を宥めるための妥協策を講じた。その一環として、英語は引き続き公式言語とされること、ボルネオの先住民族にも「マレー人」と同様のブミプトラとしての特権が与えられることが確認された。
しかしこうした融和的措置にもかかわらず、ボルネオの「マレー人」は結局、マレー語が国語であり、イスラム教が国教とされ、中央政府が明らかに「マレー」的なアジェンダを推進する「マレー人主導国家」に加わることになった。
サバ州の非イスラム住民に対しては、政府はしばしば開発政策をイスラム教およびマレー性の推進と結び付けて実施し、「開発」を村落社会への介入の入り口として利用する傾向がみられた。そこには、マレー文明が他よりも優れているという価値観が、あからさまな形または微妙な形で投影されていた。
ブルネイは「マレーシア」構想に最も積極的に加わってもおかしくない立場にあったが、最終的に加盟しなかった。マレーシア構造の中でスルタンの権限が弱体化する可能性に加え、莫大な石油資源の利権を維持したいという思惑もあった。さらに、イブラヒム・ヤアコブらが掲げた汎インドネシア構想の影響を受けたアザハリによる1962年の短命なブルネイ反乱も事態を複雑にした。
戦後にイギリスがシンガポールへ戻った際、当初はシンガポールを新しいマラヤに含める意図はなかった。また、半島部の「マレー」指導層も、大規模な「中国系」人口が新国家の「民族的バランス」に与える影響を懸念していた。
しかし、シンガポールを独立させておくことへの不安も存在していた。特に、半島部における主に「中国系」による共産主義運動の存在がそれを後押しした。加えて、ボルネオ諸州の加盟によって、ある程度「シンガポール中国系」の影響が相殺されるとの期待もあった。
タイにおいて、かつてのケラジャアン（王制国家）体制の統合は、先述のとおり長期にわたる、時に不快な過程であった。そして、イギリスやオランダの場合とは異なり、タイによる支配（これを「マレー」共同体の一部は植民地支配とみなしている）は今なお継続している。
それどころか、タイ政府はある時期にはタイ文化の強制的な導入を積極的に推し進めた。
こうしたタイ支配への反発は必ずしも一枚岩ではなく、反対運動の内部でも分裂が見られる。ある勢力はスルタン制の復活を目指し、別の勢力は「マレー性」の強調を訴え、さらに他のグループはより強く宗教的な路線を掲げて運動を展開している。
1965年9月末、9月30日事件（ゲシュタプ事件）と呼ばれるクーデター未遂が発生し、これによりスカルノは失脚し、スハルト将軍がインドネシアの実権を掌握した。この内政の混乱により、インドネシアはマレーシアに対する敵対政策を継続する意欲を失い、インドネシア・マレーシア対立（コンフロンタシ）は終結へと向かった。
1966年5月28日にバンコクで開かれた会議において、マレーシア連邦とインドネシア共和国はこの対立の解決に合意した。武力衝突は6月に終息し、8月11日に和平協定が署名され、8月13日に正式に承認された。この条約により、インドネシアとマレーシアは互いを独立した国家として承認し、主権を尊重することに正式に合意した。
注目すべきは、政府による弾圧により勢力が弱体化し、イデオロギー的にも打撃を受けたにもかかわらず、インドネシアとの汎統一を主張する勢力は引き続き、UMNO主導のマレーシア政府に対して、インドネシアとの融和的な政策を採用するよう働きかけていたことである。
さらに、当時の言説の中では、両国の国内における中国系住民の政治的影響力の増大に対抗するかたちで、インド＝マレー間の連帯とアイデンティティの強化が必要であるという認識も強調されるようになっていた。
その後、1966年9月28日にはインドネシアが国際連合への加盟を再開し、両国の関係は次第に緊密化していった。

## 現代
インドネシア・マレーシア間の和平協定締結後、インドネシアは自国の経済再建や多民族・多宗教国家としての統一維持といった内政問題に注力するようになった。その結果、スハルト政権下では、国家の安定と統一の名のもとに自由と民主主義が犠牲にされる体制が敷かれた。
1975年には、インドネシアは旧ポルトガル領東ティモールを併合したが、同地域は1999年にインドネシアからの独立を達成した。
その後もインドネシアは、経済危機や、アチェ州および西パプア州の分離独立運動、さらにはテロ問題など、さまざまな困難に直面した。
現在のインドネシアは、国民的性格の育成（ナショナル・キャラクター形成）を通じて、「インドネシア人」としての自己定義を重視しており、パンチャシラを国家理念とし、「多様性の中の統一」という価値観のもとに、アチェのサバンからパプアのメラウケまでを領土とする国家像を描いている。
東南アジア最大の国家であるインドネシアは、現在では、地域的野心をASEAN諸国におけるリーダーシップを通じて発揮する姿勢に満足しているように見受けられる。
一方、マレーシアは国民形成（ナショナル・ビルディング）の過程において、国家体制のあり方を巡る問題に直面していた。すなわち、左派の共和主義的独立運動家たちと、右派の伝統的王政支持者たちとの間の対立である。
かつてマラヤの独立を求めて戦ったケサトゥアン・マラユ・ムダの残党は、インドネシアとの統一を支持し、マレー・ラヤ（大マレー）やインドネシア・ラヤ（大インドネシア）の形成を理想とし、共和制の確立と君主制の打倒を目指していた。
しかし当時、多くのマレー人は、伝統的なマレー君主制（マレーシアの王政）と、イスラム教を国家理念とする体制を支持していた。これにより、統一マレー国民組織が台頭し、マレー王族の制度とイスラム教の特別な地位を擁護する政治勢力として主導的立場を確立することとなった。
マレーシアにおける国家統合の課題は、特にマレー人多数派と中国系およびインド系少数派との間の人種間緊張によってさらに複雑化した。この問題は、現在に至るまでマレーシア政治に大きな影響を与えている主要な争点である。
ブミプトラ（マレー人および先住民族）と中国系・インド系マレーシア人との間の市民権と特権をめぐる対立は、1960年代にシンガポールがマレーシアから分離した原因にもなった。
1960年代末には、統一マレー国民組織（UMNO）がマレーシア政治における支配的地位を確立し、一方で、共和制やインドネシアとの統一を支持する勢力は、左派、共産主義者、あるいは裏切り者として社会的にスティグマ化された。
一方、北ボルネオ（現サバ州）では、ブルネイ王室がサラワクやサバのようにマレーシアへの参加を選ばず、1984年までイギリスの保護下にとどまった。
このように、インドネシアとマレーシアの双方が、それぞれ異なる国家体制の道を歩み、内政問題への対応に追われる中で、かつて構想された「大マレー」または「大インドネシア」によるマレー人種の統一という理想は、次第に忘れ去られ、消滅し、今日ではイレデンティズム（領土回復主義）的概念としてのみ残っている。
ただし、「インドネシア・ラヤ」という語は、1924年に作曲されたインドネシア国歌の名称として、現在も使用され続けている。
大インドネシアは領土回復主義的政治運動としてはほぼ消滅したものの、その理念は人々の精神に今も根強く残っている。その現代的な表れの一つが、マレー語をASEANの共通語として推進する動きである。
2022年、マレーシアのイスマイル・サブリ・ヤアコブ首相は、マレー語をASEANの第二公用語とすることを提案した。同首相は、マレーシアとインドネシアがマレー語の地位向上に向けて努力を続けており、いずれASEANの公用語となる可能性があると述べている。
マレーシアのデワン・バハサ・ダン・プスタカ（DBP）理事会議長アワン・サリヤン博士は、マレーシアとインドネシアが協力してマレー語の地位向上に努める合意を結んだことは、マレー語がASEANおよび国際的な言語として採用される可能性を高めると指摘した。マレー語は約3億人の話者を持ち、インドネシア、ブルネイ、シンガポール、タイ、フィリピン、カンボジア、ラオス、ベトナム、ミャンマー、東ティモールなどでも使用されている。一方で、ASEANの公用語としてマレー語を採用するには、マレー語圏全ての国々からの強力な支持が必要だと述べている。
一方、インドネシアの教育文化研究技術大臣ナディーム・アンワル・マカリムは、マレー語をASEANの公用語・仲介語として強化する提案を拒否し、この問題は地域レベルでさらに検討・議論されるべきだと述べた。
『ジャカルタ・ポスト』の編集者コルネリウス・プルバは、マレーシアの指導者は短期的な政治的遺産を残したい意図があり、マカリム大臣はより率直にこの案を否定したことで、タイ、ベトナム、カンボジア、ラオス、ミャンマーなど仏教圏の国々や、主にカトリック教徒が多いフィリピンから不要な疑念を招く可能性があると指摘した。
ISEASユソフ・イシャク研究所の研究者ジョアン・リンは、この提案はクアラルンプールやイスマイル・サブリ首相自身による国内向けのナショナリズム的な取り組みと見なされやすく、地域の安定と秩序の維持に悪影響を及ぼし、類似の言語採用要求が相次ぐ扉を開く可能性があるとコメントしている。
また、ロヒマン・ハルーンは、マレー語は群島地域での使用が今後も拡大し、インドネシア人が望もうと望むまいと、マレー語として深く根付いた言語であると述べている。
この提案に対する反論としては、マレー語は主張されるほど広く話されていないこと、世界で10番目に話者数の多い言語はインドネシア語であってマレー語ではないこと、文化的収奪の疑いがあること、加盟国はこの動きを政治的・文化的支配の試みと解釈する可能性があること、世界的には中国語（マンダリン）の方がより広く話され認知されていること、分断を招く議題であること、加盟国から自国の言語を第二公用語にすべきではないかとの疑問が出ること、そして翻訳者や通訳者の追加コストが発生する懸念があることなどが挙げられている。